# Douma (Tansila)
Pour les articles homonymes, voir Douma (homonymie).
Douma est une localité située dans le département de Tansila de la province des Banwa dans la région de la Boucle du Mouhoun au Burkina Faso.

## Démographie
| 2003  | 2006  | 2012 |
| ----- | ----- | ---- |
| 1 154 | 1 237 | -    |

En 2006, sur les 1 237 habitants du village – regroupés en 243 ménages – 52,87 % étaient des femmes, 45,8 % avaient moins de 14 ans, 49,2 % entre 15 et 64 ans et environ 4,1 % plus de 65 ans.

## Santé et éducation
Le centre de soins le plus proche de Douma est le centre de santé et de promotion sociale (CSPS) de Tansila tandis que le centre médical avec antenne chirurgicale (CMA) se trouve à Koudougou.
Le village possède une école primaire publique dans le quartier de Bouansoudi.